# Nāulu Trail
Le Nāulu Trail est un sentier de randonnée des États-Unis situé à Hawaï, sur le Kīlauea, dans le district de Puna du comté d'Hawaï.

## Parcours
D'une longueur totale de 5,1 kilomètres, il part de Kealakomo sur la Chain of Craters Road à 610 mètres d'altitude et mène au rebord méridional du Makaopuhi à 862 mètres d'altitude en se dirigeant vers le nord,. Il est connecté au Kalapana Trail qui vient du sud-est et débouche sur le Napau Crater Trail qui relie la Chain of Craters Road à l'ouest au Puʻu ʻŌʻō à l'est,. Son parcours se fait presque entièrement sur les coulées de lave émises par le Mauna Ulu entre 1969 et 1974,.